# 東京航空計器
東京航空計器株式会社（とうきょうこうくうけいき）は、東京都町田市に本社を置く精密機器を製造する会社。
航空機搭載品・車両速度計測装置・半導体装置等の開発・製造・販売及び修理を主な事業とする。

## 沿革
- 1896年（明治29年）5月1日 - 和田嘉衛が、日本初の計器製造会社として東京都文京区小石川に和田計器製作所を創業する。
- 1902年（明治35年）4月 - 合名会社東京計器製作所を設立する。
- 1917年（大正6年）
  - 5月 - 株式会社東京計器製作所に改組する。
  - 7月 - 光学部門を分離独立させ、日本光学工業株式会社を設立する。
- 1937年（昭和12年）2月17日 - 航空部門を分離し川崎市木月に東京航空計器株式会社を設立する。航空機用定針儀、水平儀、旋回計、昇降計、磁気コンパス、自動操縦装置などのほか、フライトシミュレータで地上演習機と称するリンクトレーナーの製造[1][2] を始める。
- 1938年（昭和13年） - 東京府北多摩郡狛江村に社員教育施設として第2工場を建設する。
- 1941年（昭和16年） - 狛江工場が陸海軍共同管理工場に指定され、従業員16,000名の国内最大の航空機用航法計器メーカーとなる。
- 1944年（昭和19年） - 戦意高揚と生産性を高めるため、昭和を代表する作詞家西條八十と作曲家久保田公平に依頼して「東京航空計器 狛江工場歌」と「必勝轉輪音頭（狛江工場音頭）」を制作する。
- 1945年（昭和20年） - 川崎市木月住吉町、苅宿の本社工場[3] が米軍印刷局としてGHQに接収され、航空関係の製造を停止する。 狛江工場で映写機、顕微鏡、カメラ用雲台などの民需品の製造を始め、同時に本社を狛江工場に移転する。
- 1952年（昭和27年） - GHQによる航空関係の製造停止が解除されて製造と修理を再開する。模写電送装置の製造とトーシャファックス（謄写紙製版機）の開発を始める。
- 1953年（昭和28年） - 米軍機搭載品のオーバーホールと修理を始める。
- 1966年（昭和41年） - 東京国際空港整備地区に地上飛行訓練所を開設する。
- 1967年（昭和42年） - 主に製品の組立と部品を製造する、株式会社トーコーを設立する。米国に現地法人UNITED INSTRUMENTS,INC. を設立する。
- 1972年（昭和47年） - 株式会社トーコーエンジニヤリングを設立する。
- 1977年（昭和52年） - 株式会社上田トーコーを設立する。
- 1979年（昭和54年） - 名古屋営業所を名古屋市に設置する。
- 1980年（昭和55年） - 東京国際空港整備地区に羽田メンテナンスセンタービルが竣工する。
- 1982年（昭和57年） - 半導体ウェーハ重ね合せ測定（検査）装置 の製造を始める。
- 1983年（昭和58年） - 狛江に本社と工場が竣工する。
- 2010年（平成22年） - 狛江市から町田市に本社と工場を移転する。陸上自衛隊10式戦車装備品の製造を始める。
- 2014年（平成26年） - 一般社団法人日本UAS産業振興協議会 の設立に参画[4] する。
- 2017年（平成29年） ‐ 主に産業用無人機UAVと無人システムを設計・製造して販売する、株式会社TKKワークスを設立する。

## 事業
- 新エネルギー・産業技術総合開発機構の次世代航空機研究開発プロジェクトで、操縦バックアップシステムの開発が委託される[5][6]。